# Свята Ірина рятує Святого Себастьяна
Свята Ірина рятує Святого Себастьяна (ісп. Sebastian atendido Irene) — картина іспанського художника Хосе де Рібера з колекції живопису 17 століття музею Ермітаж.

## Легенда
Образ Св. Себастьяна мав чималу популярність в Італії протягом декількох століть. Постать юнака, розстріляного за прихильність до Христа, приваблювала багатьох католицьких художників можливістю відтворити молодого і привабливого святого. Існує довга черга митців, що створили свої варіанти образу, розсіяних по всій Європі, серед яких:
- Анонім з Феррари, «Св. Себастьян», Вавель, Польща;
- Антонелло да Мессіна, «Св. Себастьян», Дрезденська картинна галерея, Німеччина;
- Мантенья, «?», Художньо-історичний музей, Відень, Австрія;
- Перуджино, Розстріл Святого Себастьяна (Перуджино), Панікалє, фреска, Італія;
- Тиціан, «Св. Себастьян», Ермітаж, Петербург, Росія;
- Карозелли, «Св. Себастьян», Музей образотворчих мистецтв імені Пушкіна, Москва.

Але легенда мала продовження. Себастьян був пораненим, та залишився живим. Вночі до нього навідалась смілива християнка Ірина. І, переконавшись, що той живий, витягла стріли, змастила рани і перенесла Себастьяна в безпечне місце, аби той видужав.

## Картина Рібери
Саме до цього моменту життєпису Себастьяна і звернувся Хосе де Рібера. В картині панує нічна темрява і лише дві постаті (Ірина та служниця) пораються біля зраненого. Він ще прив'язаний до стовпа і знесилений після тортур. Але його порятунок вже почався. На відміну від італійців, Рібера не женеться за зовнішньою красою героїв, вони як сусіди поряд — буденні і прості. Уся краса їх душі — у їх вчинках, щирих, спрямованих на добро та взаємопідтримку.
Зазвичай картини доби бароко сповнені різких рухів, неприхованих, експресивних почуттів, від них наче йде галас подій (Караваджо, «Мучеництво святого Матвія», Гверчіно, «Танкред і Ермінія», Ніколя Пуссен, «Двобій Іісуса Навіна з аморреями»).
В картині Рібери панує тиша, де добродійниці непримітно і сторожко творять добро в жахливому, безжальному для людей світі, від чого той все ще залишається принадним до існування, до віри, до надій.

## Провенанс
Картину пограбували вояки Наполеона в Іспанії і перевезли в Париж. Вона входила до приватної картинної галереї Мальмезонського замку. До переліку картин, що підлягали поверненню останнім володарям, не потрапила, бо вважалась майном імператорської родини Франції.
Картину продали російському імператору. З 1829 — у складі Імператорського Ермітажу в Петербурзі. Картина має підпис Рібери і дату — 1628.